# 木下俊治
木下 俊治（きのした としはる）は、江戸時代前期の大名。豊後日出藩2代藩主。官位は従五位下・伊賀守。

## 略歴
慶長19年（1614年）10月27日、初代藩主・木下延俊の三男として日出で生まれる。
元和9年（1623年）、9歳のときに初めて将軍徳川秀忠に拝謁した。
寛永14年（1637年）に島原の乱が起き、父・延俊と共に出陣するように命令を受けた。12月1日に島原に到着したが、ほどなく鎮定された。
寛永19年（1642年）5月19日、父の死去により遺領を継ぐ。このとき2万5,000石を領し、弟・延次（延由）に5,000石を分与した。6月に初めて将軍徳川家光に拝謁した。
正保元年（1644年）12月29日、従五位下・伊賀守に叙任された。同年4月25日、初めて領地に下向する。
明暦2年（1656年）の豊後府内藩主・日根野吉明の改易では、閏4月13日、松平英親と共に豊後府内へ訪れて城を明け渡させ、そのまま在番を務めた。翌年正月に帰還。
その他、江戸府内火番役などを務め、藩政では薩摩藩から「七島蘭」を導入して、その国産化に努めている。
万治4年（1661年）4月3日、参勤交代途中の三河二川の駅舎において急死した。享年48。死後、家督は長男・俊長が継いだ。墓所は大分県速見郡日出町の松屋寺。法号は天沢院。法名は徳岩宗高。

## 系譜
父母
- 父：木下延俊（1577-1642）
- 母：雲奥院（福富内記娘）

妻子
- 正室：松平忠利娘
- 継室：西尾忠永娘
- 側室：安藤氏
  - 長男：木下俊長（1649-1716）
- 生母不明の子女
  - 長女：女児（早世）
  - 次男：木下長治（御書院番）
  - 三男：紹策西堂（京都建仁寺の常光院の住職）